# An Evening of New Music
An Evening of New Music è stata una mini tournée del gruppo progressive metal, Dream Theater svoltasi dopo la pubblicazione delle demo dell'album che avrebbero pubblicato il 23 settembre dello stesso anno: Falling into Infinity.
Il tour ebbe inizio il 10 aprile 1997 a Norimberga e si è concluso nove giorni dopo a Bonn.

## Tipica scaletta
- The Crimson Sunrise
- Innocence
- The Mirror
- Lie
- Burning My Soul '96
- Another Hand/The Killing Hand '96
- Just Let Me Breathe
- Caught In Alice's 9-Inch Tool Garden
- Peruvian Skies
- Pull Me Under
- Lines In The Sand '96
- Take Away My Pain '96
- Carpe Diem
- The Darkest of Winters
- Ytsejam
- Learning To Live '96
- The Crimson Sunset (with A Fortune in Lies teaser)
- -------encore-------
- Metropolis pt 1 '96
- Eve (outro tape)[2]

## Formazione
- James LaBrie – voce
- John Petrucci – chitarra, cori
- Derek Sherinian – tastiere
- John Myung – basso
- Mike Portnoy – batteria